# Sumput (Driyorejo)
Sumput is een bestuurslaag in het regentschap Gresik van de provincie Oost-Java, Indonesië. Sumput telt 10.431 inwoners (volkstelling 2010).